# Тритон (манга)
Тритон од мора (јап. 海のトリトン, Umi no Toriton), познат као Тритон или Тритон господар мора, јапанска је манга серија коју је 1969. године написао и илустровао Осаму Тезука. Манга је адаптирана у аниме серију која се у Јапану емитовала 1972. године. У Србији, аниме серија се у титлованом облику емитовала 1992. године на каналима 3К, НС+ и Каналу Д.

## Радња
Пре пет хиљада година, породица Тритон живела је на Атлантиди све док је није уништио клан Посејдон. Мали Тритон је преживео напад, и бели делфин звани Рука га је сакрио у тунелима континенталног Јапана. 

## Франшиза

### Манга
Манга је рад уметника Осамуа Тезуке. Испрва се, поглавље по поглавље, објављивала у часопису Sankei Shinbun, и тада се звала „Плави Тритон“ (青いトリトン, Aoi Toriton). Објављивала се од 1. септембра 1969. до 31. децембра 1971. године. Поглавља су сакупљена у четири танкобона.

### Аниме
Манга је преименована у „Тритон од мора” када је адаптирана у аниме серију. Оригинално се емитовала у Јапану од 1. априла до 30. септембра 1972. године на каналу TV Asahi, са укупно 27 епизода. 
Аниме серија има једну уводну и једну одјавну шпицу. Песму Umi no Triton отпевали су Казуми Судо и бенд Kaguya-hime, и за првих шест епизода се користила као уводна, а за остале као одјавна шпица. Док су Јуки Хиде и хор Suginami Jidou Gasshoudan отпевали песму Go! Go! Triton која се код првих шест епизода користила као одјавна, а код осталих као уводна шпица.  
Неколико година касније, 1979. године, од епизода направљен је дводелни филм. Само је први део приказан у биоскопима.